# Isla Paraíso
Isla Paraíso è una telenovela cilena trasmessa su Mega dal 2 ottobre 2018 al 24 settembre 2019.